# Jiří Valenta (výtvarník)
Jiří Valenta (6. srpna 1936, Praha – 11. července 1991, Kolín nad Rýnem) byl český malíř, grafik a fotograf. Po srpnové okupaci roku 1968 emigroval do Německa. Od roku 1972 až do své smrti žil v Kolíně nad Rýnem.

## Život
V letech 1951–1953 navštěvoval Vyšší uměleckoprůmyslovou školu v Praze. Ve druhém ročníku dostal jako mimořádný talent výjimku a v sedmnácti letech byl bez maturity přijat na Akademii výtvarných umění v Praze. V letech 1953–1959 studoval v ateliéru prof. Miloslava Holého a prof. Karla Součka. K jeho spolužákům patřili František Mertl, Milan Ressel nebo Bedřich Dlouhý. Během studia se sblížil s progresivně orientovanými spolužáky, kteří formou dvou neoficiálních ateliérových výstav Konfrontace vnesli v roce 1960 do českého prostředí v jisté redakci podobu evropského informelu. Skupinu, kterou dal dohromady Jan Koblasa, tvořili spolu s ním Aleš Veselý, Zbyšek Sion, Zdeněk Beran, Antonín Málek a Antonín Tomalík. První Konfrontace, na niž Koblasa přizval grafika Vladimíra Boudníka, se konala 16. března 1960 ve Valentově ateliéru Na Palmovce; druhá Konfrontace, rovněž s účastí Boudníka, se konala 30. října v ateliéru Aleše Veselého v Praze na Žižkově.
Roku 1963 měl první samostatnou výstavu kreseb v klubu Mánesu a roku 1965 vystavil v Brně své obrazy a kresby. V témže roce byl vybrán spolu s pěti dalšími mladými evropskými umělci pro výstavu v pařížské galerii Lambert (Cinque jeunes peintres dÉurope de l’Est). Zúčastnil se IV. Bienále v Musée d'Art Moderne de la Ville de Paris, kam porota záměrně vybrala československé umělce, kteří představovali vyhraněný a autentický projev schopný obstát v mezinárodní konkurenci (J. Valenta, B. Dlouhý, A. Veselý, K. Nepraš, A. Kučerová, R. Fila). V následujících letech vystavoval v Mánesu a OGV v Jihlavě a roku 1967 byl přijat do SČVU. Spolu s arch. M. Hrubým připravoval rekonstrukci kaple sv. Jana Nepomuckého v obci Stáj, ale po srpnové okupaci v roce 1968 již k realizaci nedošlo.
Po okupaci v srpnu 1968 odešel nejprve do Vídně a pak do Německa. V roce 1969 se usadil v Hof Dodau u Eutinu, v ateliéru berlínského galeristy J. Kiliana. Odtud se přestěhoval do Plönu, kde se naučil pasířské řemeslo. Vystavoval v Torontu, Bochumi a Švédsku. V roce 1971 pracoval díky jednoročnímu stipendiu nadace Emila Noldeho v jeho severoněmeckém domě v Seebüllu. Roku 1972 se z Plönu přestěhoval do Brühlu a následně do Kolína nad Rýnem, kde pak byl od roku 1973 zaměstnán na místním magistrátu jako technický kreslič a podílel se na zpracování územního plánu města Kolína. V 80. letech hodně cestoval (Francie, Anglie, Itálie, Holandsko, Afrika).
Koncem 80. let mu byl diagnostikován zhoubný nádor. V letech 1990 a 1991 navštívil Prahu a setkal se se svou matkou a přáteli. 11. července 1991 podlehl svému onemocnění. Je pohřben na břevnovském hřbitově v Praze.

## Dílo
Ve Valentových školních malbách převažují stříbřitá zátiší a šedozelené krajiny. Malířovo privátní dílo vyjadřuje vzdor a existenciální skepsi společnou celé generaci umělců studující na Akademii v 50. letech (Duch zabitého, 1959). Již během studia nacházel inspirační zdroj v art brut Jeana Dubuffeta, materiálových kompozicích A. Tàpiese nebo obrazových kolážích z pytloviny Alberta Burriho (Sacchi), ale podstata jeho díla je duchovní a podložená teoretickými úvahami.
Na počátku své tvorby se letmo dotkl figurace v obrazech, které záměrně připomínaly syrové primitivní umění nebo dětské kresby (Děvče s míčem, 1959, Venuše, 1959). Na přelomu 50. a 60. let se orientoval na strukturální malbu. Reliéfní struktura i barevnost obrazů, redukovaná na přírodní světlé okrové, pískové, krémové a nazelenalé tóny, byla bezprostředně inspirována skalami v kokořínském údolí, kam jako studenti podnikali společné výlety (Koláž VIII, 1961). K vytvoření reliéfního povrchu vmíchával písek nejprve do barev a později do akronexu. Kousky textilu vlepované na plátno jako obdélná a kruhová pole v cyklu abstraktních obrazů Koláž svědčí o Valentově "nostalgii po řádu" a potřebě vnést do informelního obrazu geometrické prvky, která překonají náhodnost strukturální změti.
Valentův výtvarný projev směřoval ke kontemplaci, která se prosadila i prostřednictvím barvy - zprvu světelným pozadím v sérii obrazů Triptych (1959) a později jako barevně a světelně opalizující kruhová centra v cyklu Portrétů zvolna narůstajících procesů (1962–1963). Portréty byly Valentovy záznamy nejrůznějších situací, konkrétních věcí nebo třeba rozhovoru. Prorývané linie kruhových obrazců v ploše reliéfního nánosu barvy naznačují pohyb a vnitřní napětí, ale nedokonalé formy a tvary jsou jen fázemi děje s otevřeným koncem. Změna lávovité struktury malby směrem k matné a lehce zarůžovělé syntetické pastě souvisí s přechodem k organickým strukturám v následujícím cyklu Syntetických tkání (1963–1964), kde se útvary osamostatňují jako bílé kruhy obklopené zbrázděnou strukturní malbou. Valentův malířský vývoj má svou vnitřní logiku, ze které se neodchyluje ani v polovině 60. let, kdy se řada jeho generačních druhů vrátila k figuraci. V cyklu abstraktních Portrétů pokračoval Valenta až do své emigrace roku 1968 (Portrét situace III, 1965, Portrét černého vejce, 1965, Portrét slepého mládence (1965-1966), Portrét Zvěstování, 1966, Malý portrét hlasu II, 1966-67).
Bezprostředně po nedobrovolné emigraci, během pobytu v Dodau (říjen-listopad 1968) Valenta vytvořil cyklus devíti obrazů Pocta Mistru Theodorikovi s podtitulem Devět pokusů o zavěšení člověka do prostoru. Šlo o reakci na odchod ze země, s níž byl svázán svými kořeny a o vyjádření osobního pouta k přednímu českému středověkému mistrovi, který se pro něho v dané chvíli stal důležitou citovou jistotou a potřebným záchytným bodem v rozlehlosti neznámého světa. Deprimující poznání, že není schopen ovlivnit děje, které se odehrávají mimo něj a bez jeho přičinění, vyjadřují obrazy z roku 1970 (Votivní deska o sv. Krappovi, Votivní deska pro sv. Lalu, 1970), které svými názvy odkazují k absurdní divadelní hře Samuela Becketta Krapp’s Last Tape. Je v nich načrtnut prostor s centrální perspektivou, indiferentní obrysy kruhových výsečí naznačující fragmenty těl. Zlatá kovová plocha jako symbol boží přítomnosti a sytá modrá a červená barva mohou navozovat asociaci se středověkými obrazy.

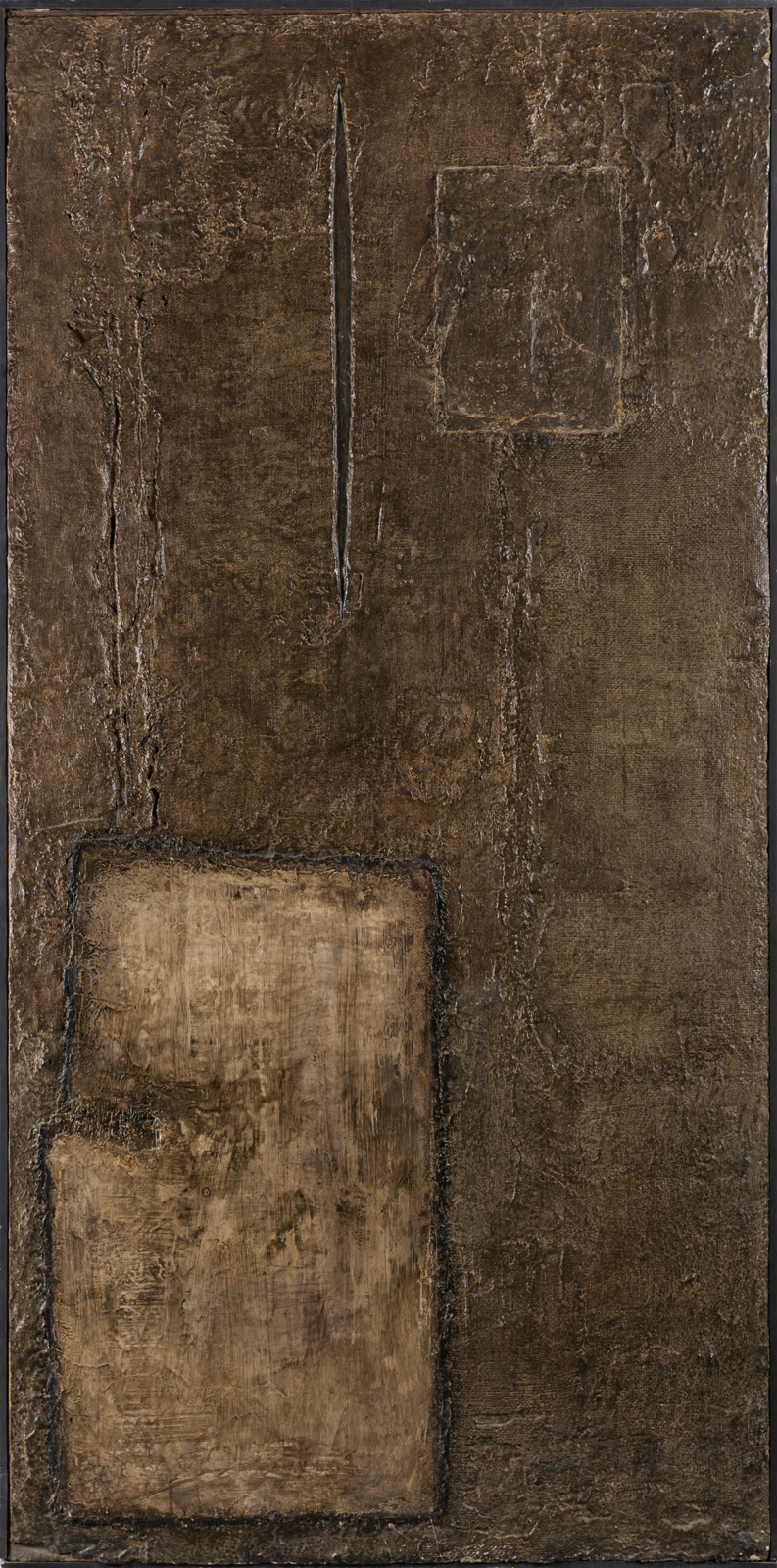
Koláž II (1960), Museum Kampa
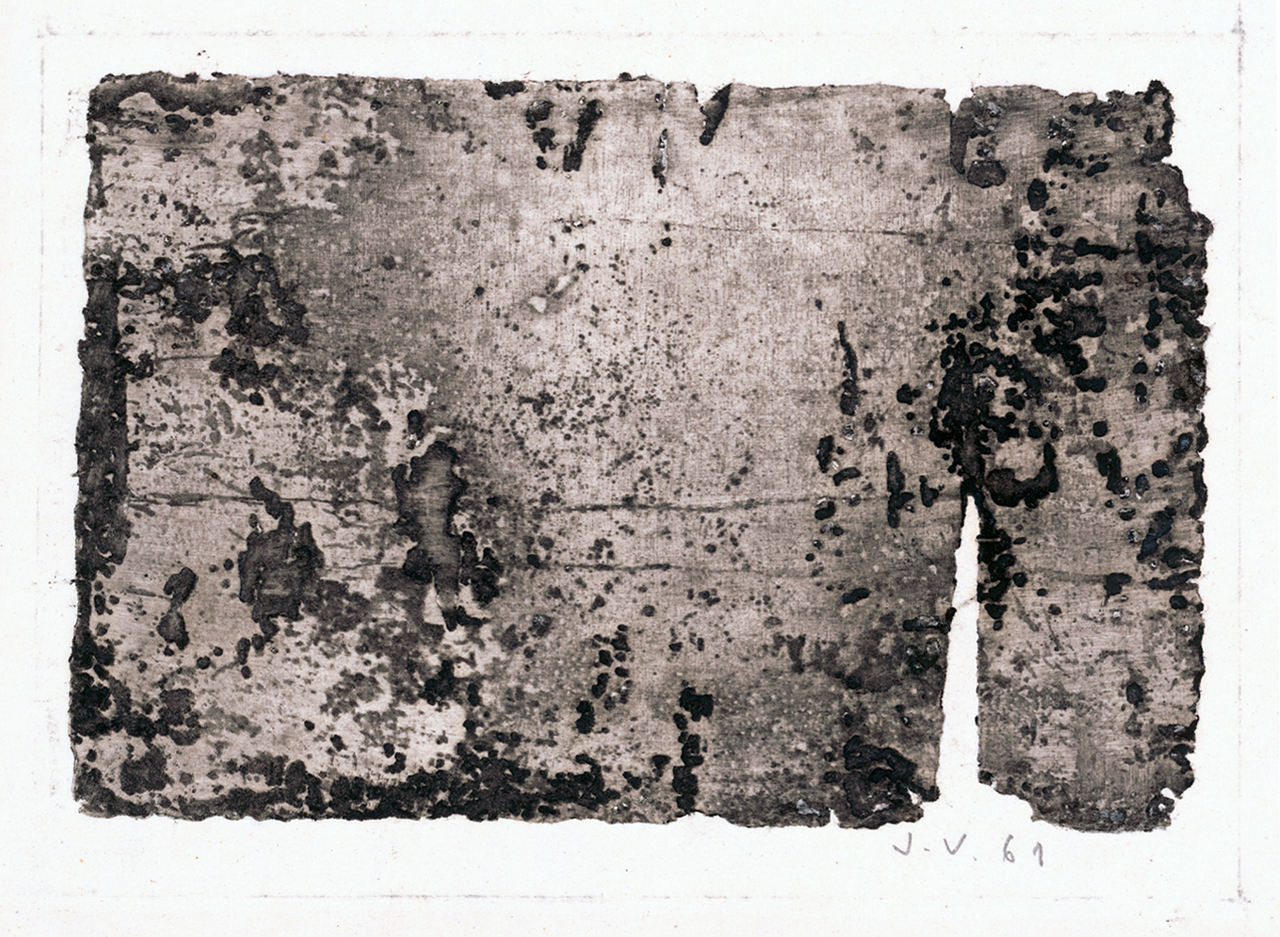
Strukturální grafika II (1961), GASK Kutná Hora
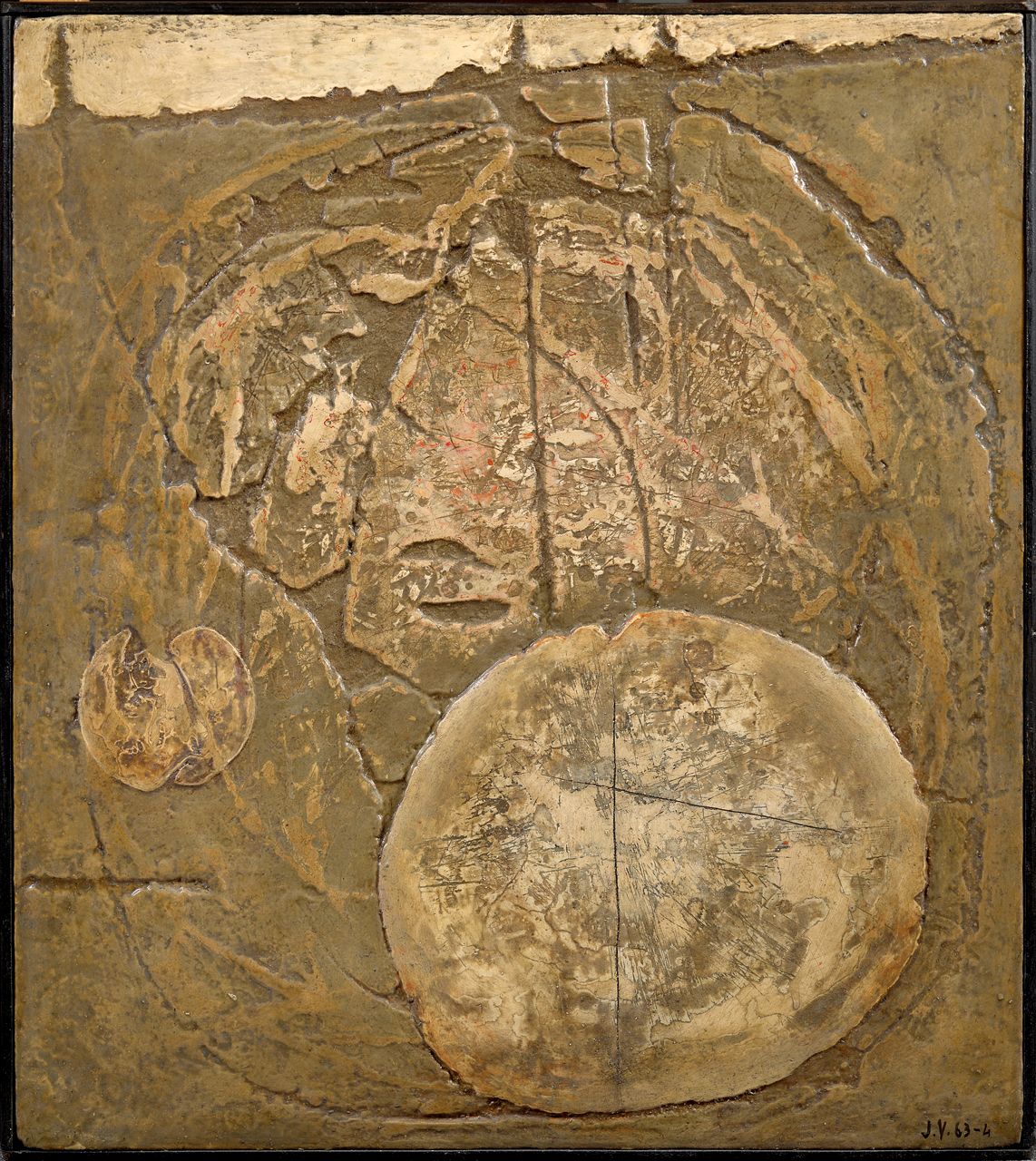
Jiří Valenta, Studie II (1963-1964), GASK Kutná Hora
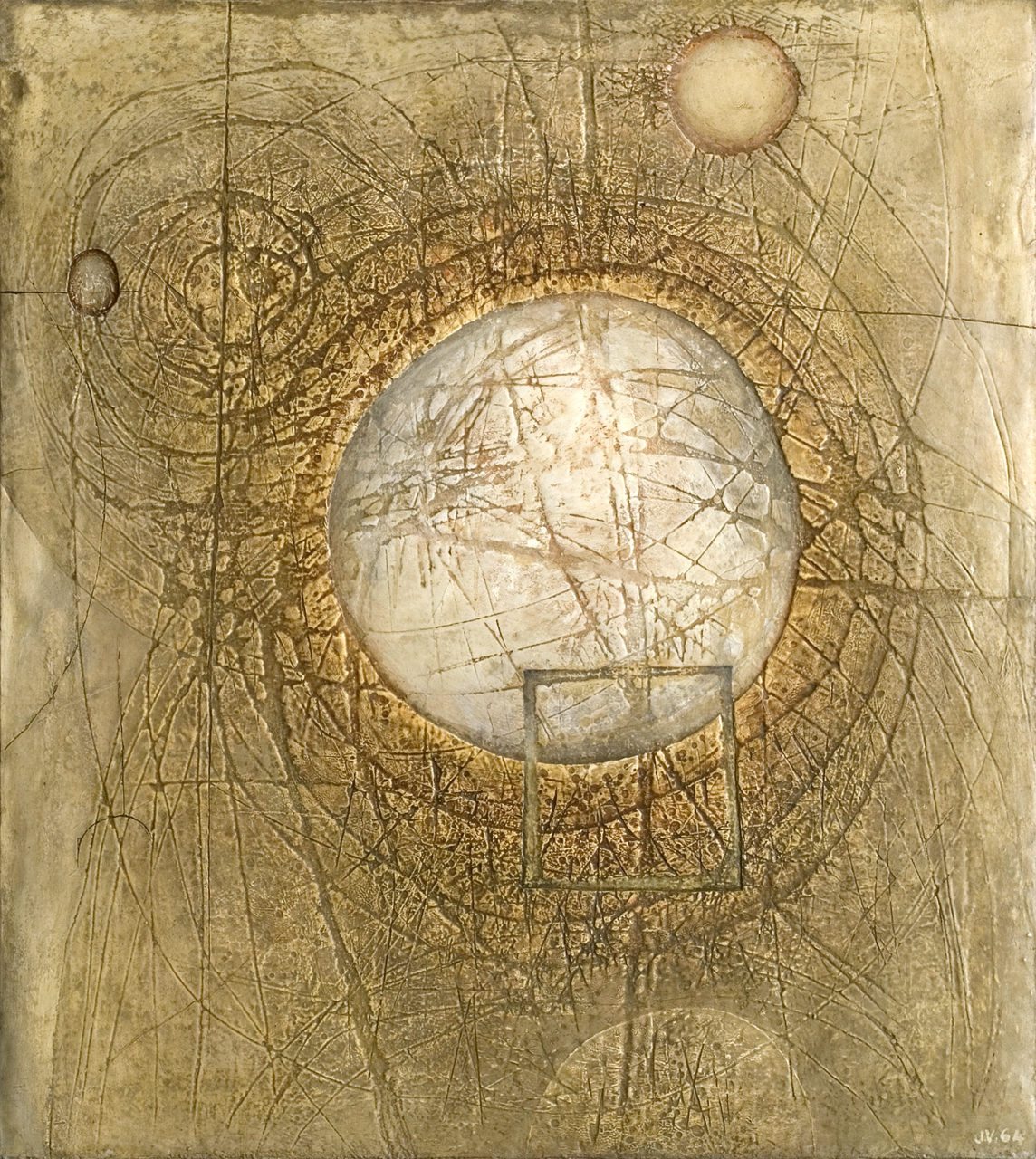
Syntetická tkáň I (1964), GU Karlovy Vary
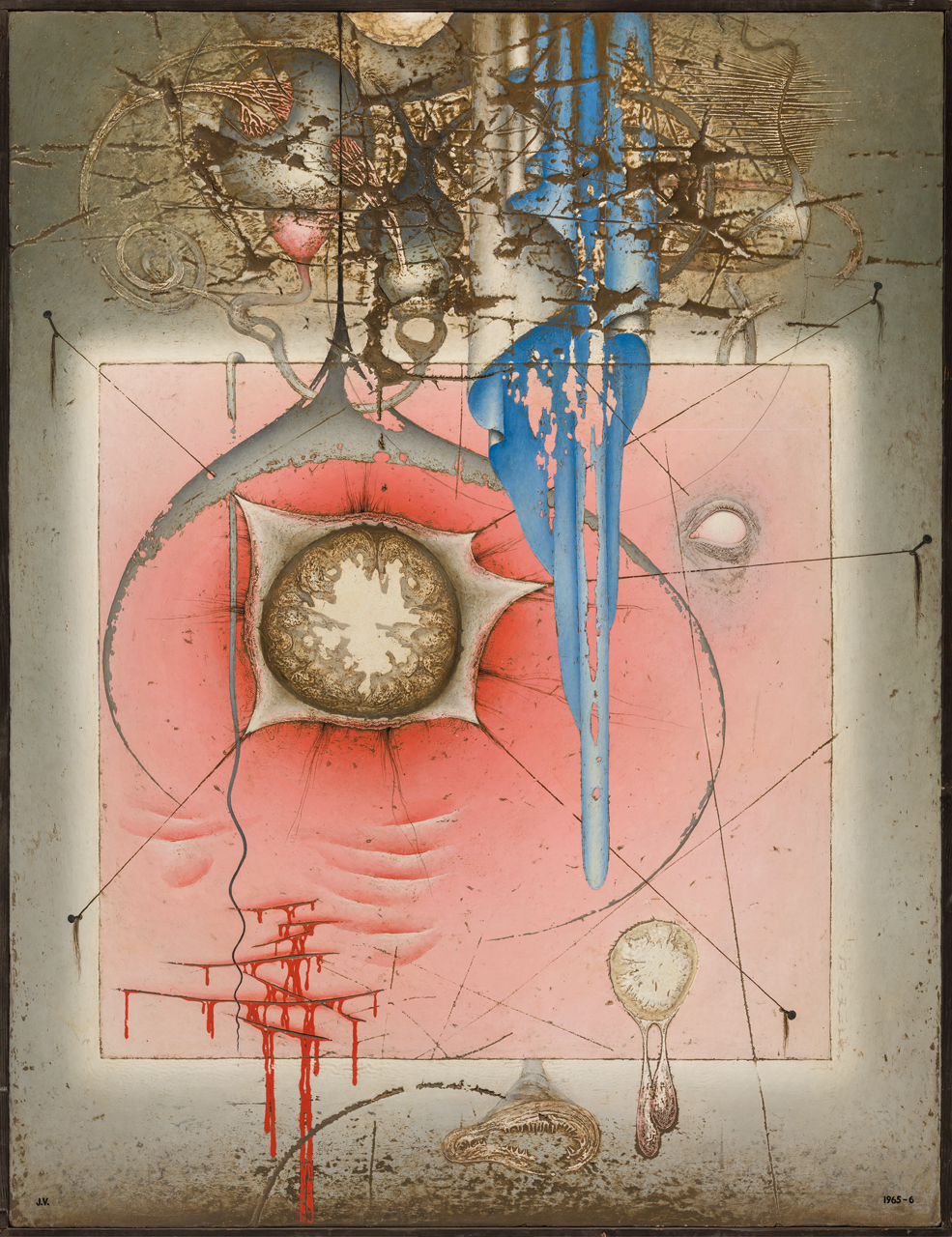
Portrét slepého mládence (1965-1966), Národní galerie v Praze
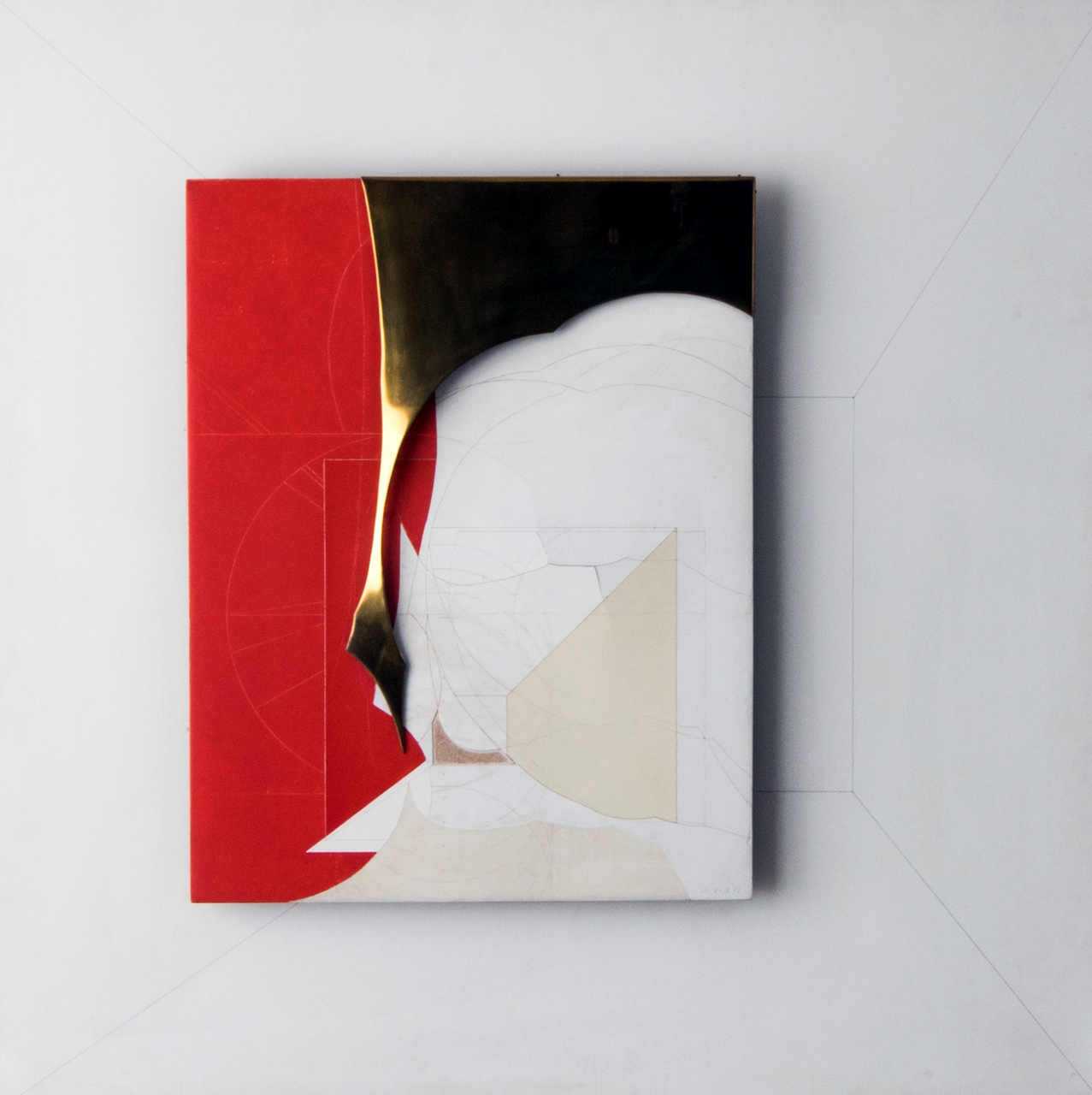
Votivní deska pro sv. Lalu (1970)
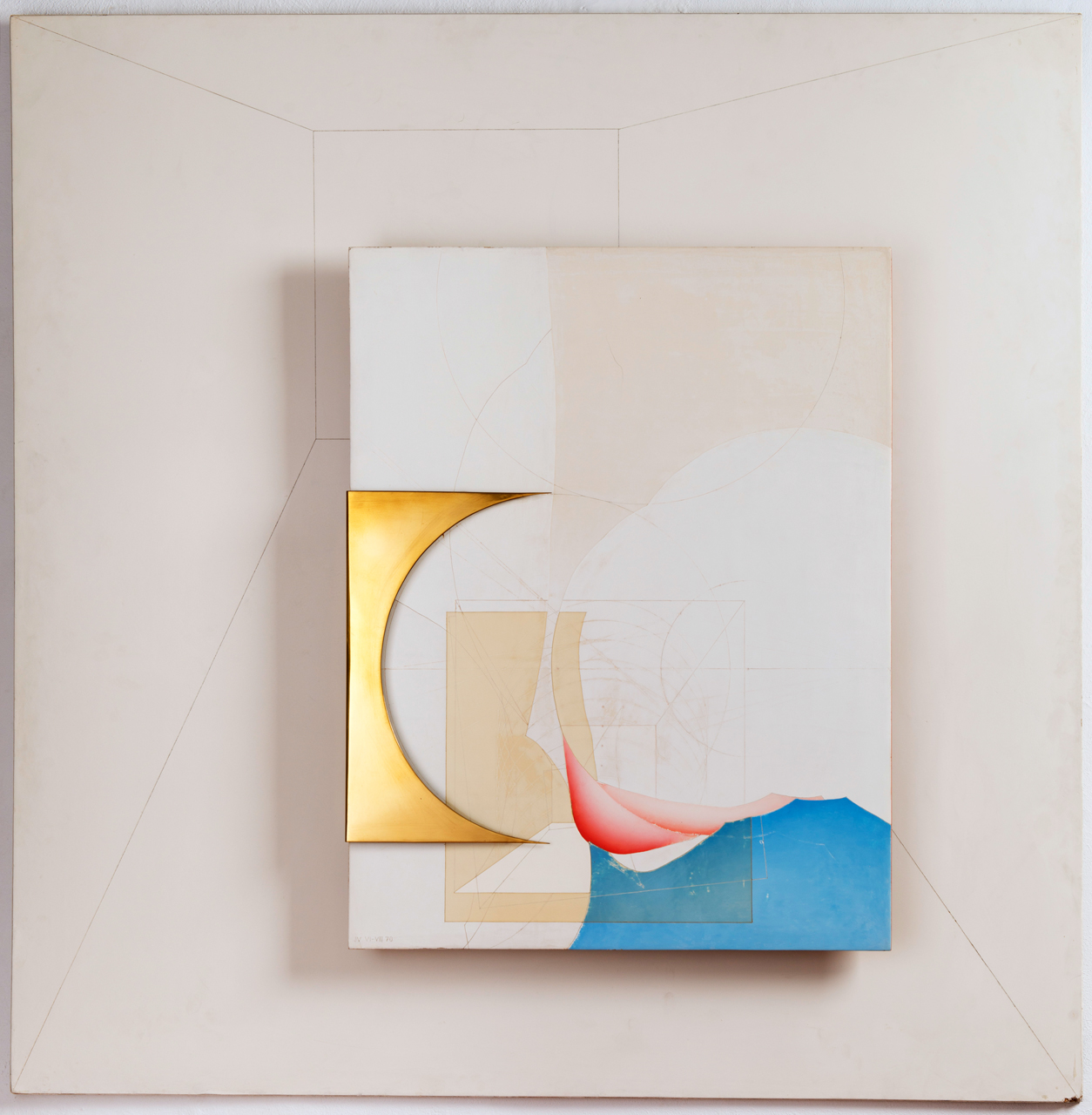
Votivní deska pro sv. Lalu (1970), GASK Kutná Hora
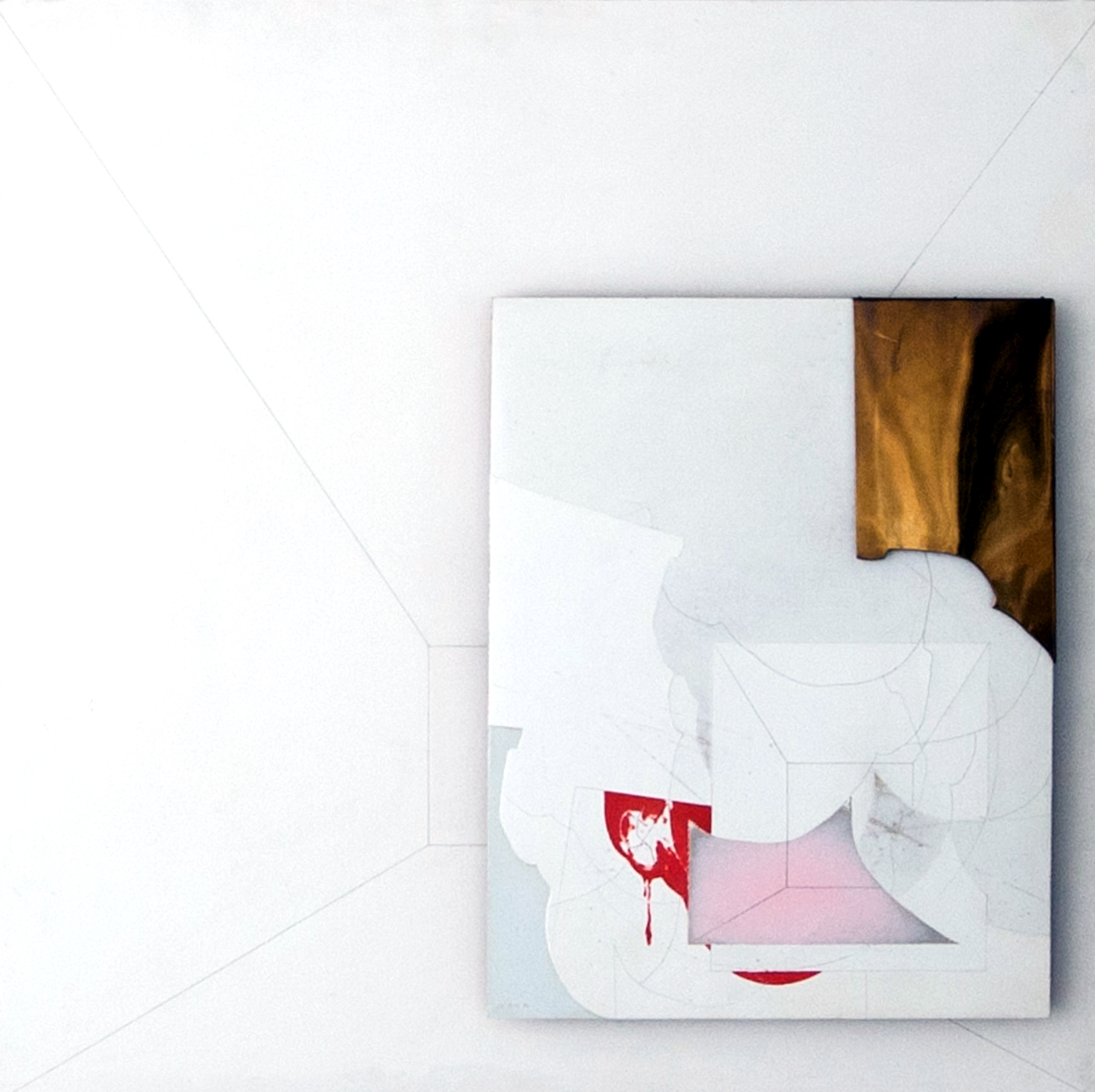
Votivtafel über heiligen Krapp II (1970)

Následující díla z 70. let Valenta přestal označovat názvy a přiděluje jim v cyklu Obrazy jen pořadí. Obsahují aluzi na konkrétní motiv - chodidla Jacqueline Kennedyové, které Valenta zahlédl v módním časopisu a převedl v plošný znak. Cyklus rozvíjí umělcovo duchovní pojetí vazby tělesného a pomíjivého v řádu světa. Dominantní je bílá barva doplněná tužkovou kresbou a akcentovaná fragmentem plochy čisté barvy. Na podkladu ze dřeva nebo plexiskla jsou připevněny kovové prvky, které doplňují nepravidelné plochy transparentní fólie, a bílých a barevných papírů vlepené jako koláž (Obraz I-XXI, 1972–1975). Předlohu k obrazům tvoří rozsáhlý cyklus kreseb, vzájemně propojený opakujícími se znaky přenášenými pomocí šablon, které se postupně mění a zjednodušují až k výsledné převaze bílé plochy. Smyslem meditace, kterou malíř vede v průběhu své konceptuální tvorby, je osvobození a vyprázdnění nitra a dosažení absolutní čistoty.

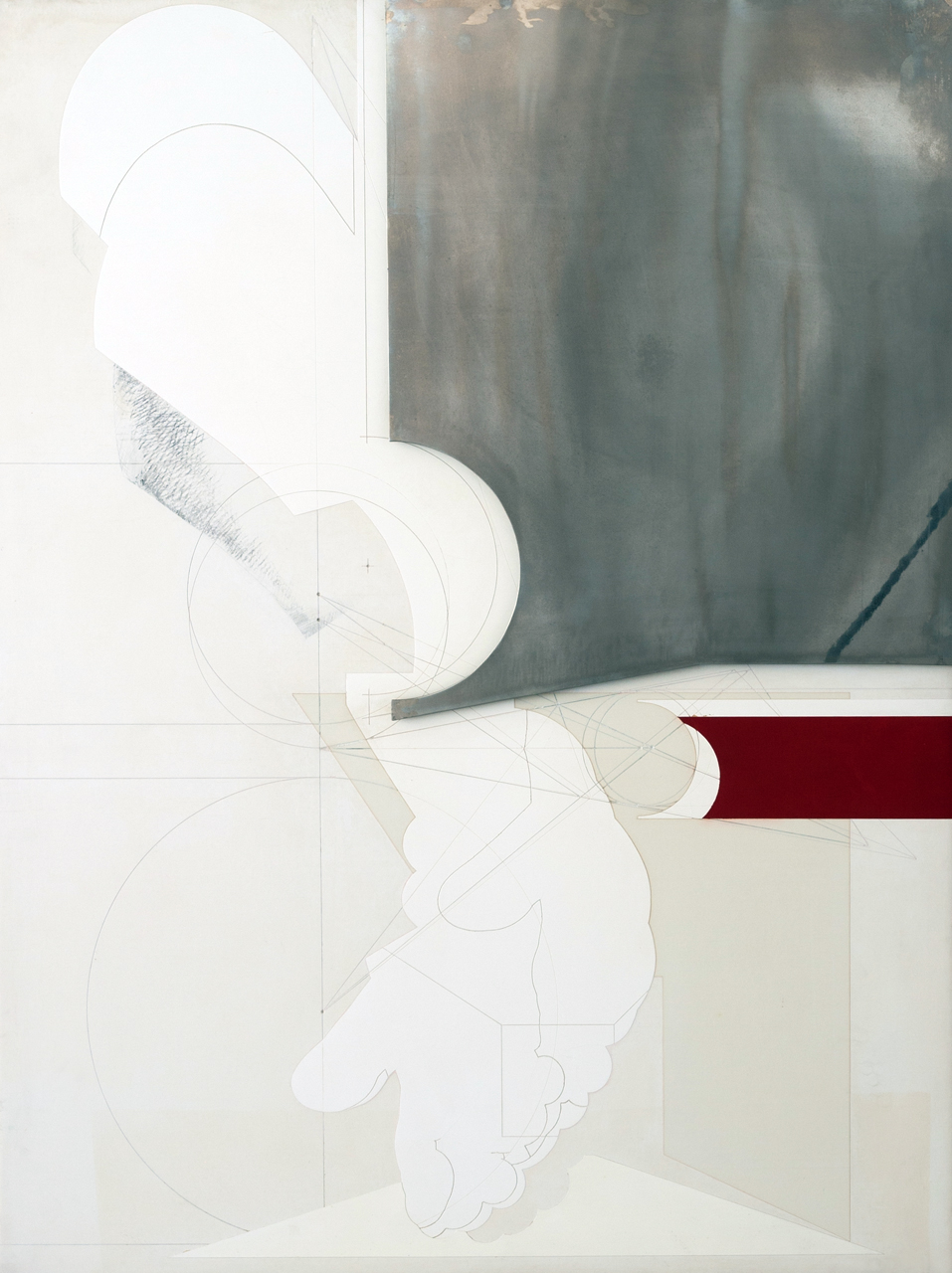
Jiří Valenta, Bild III (1971)
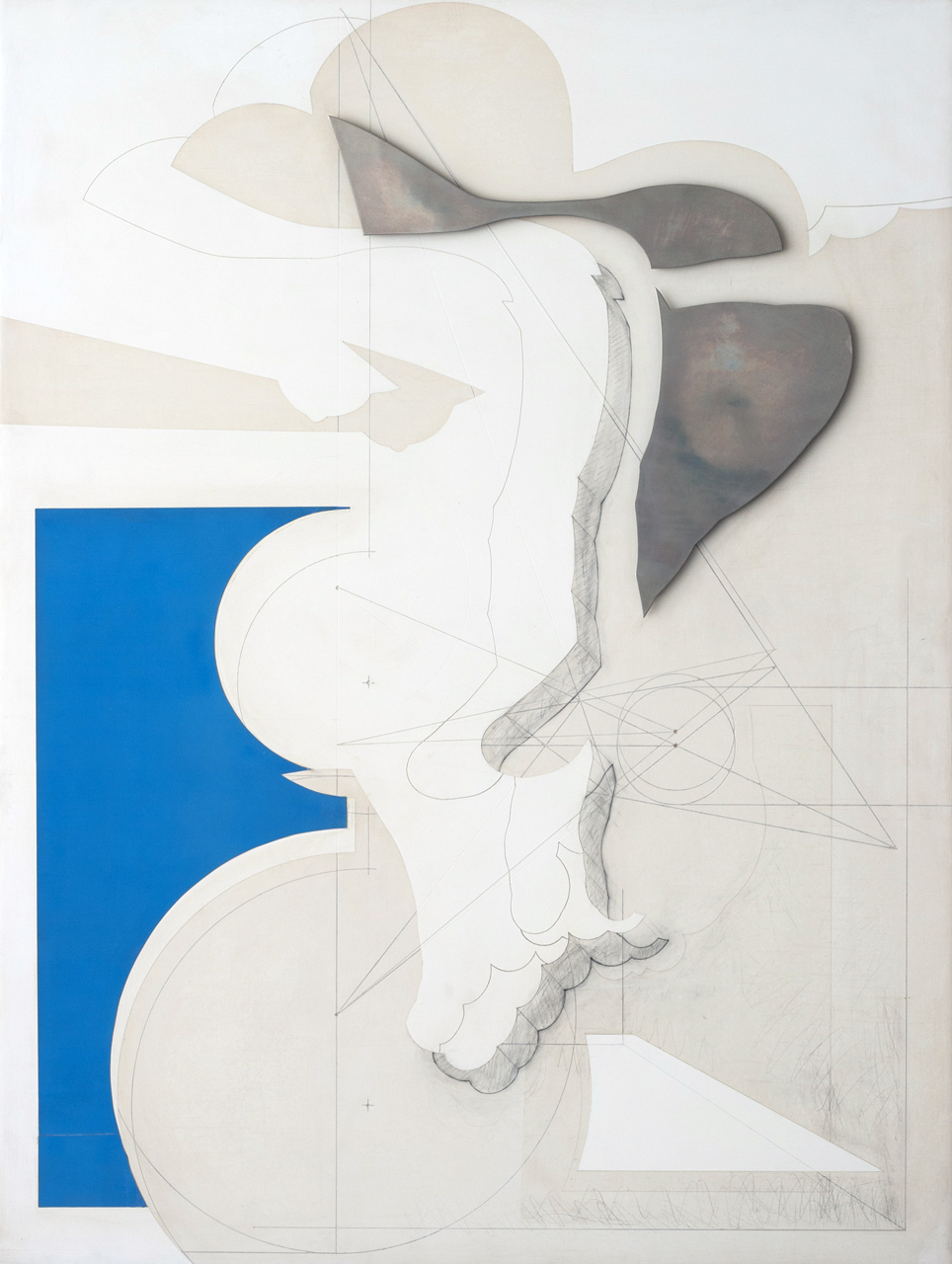
Jiří Valenta, Bild XI (1971)
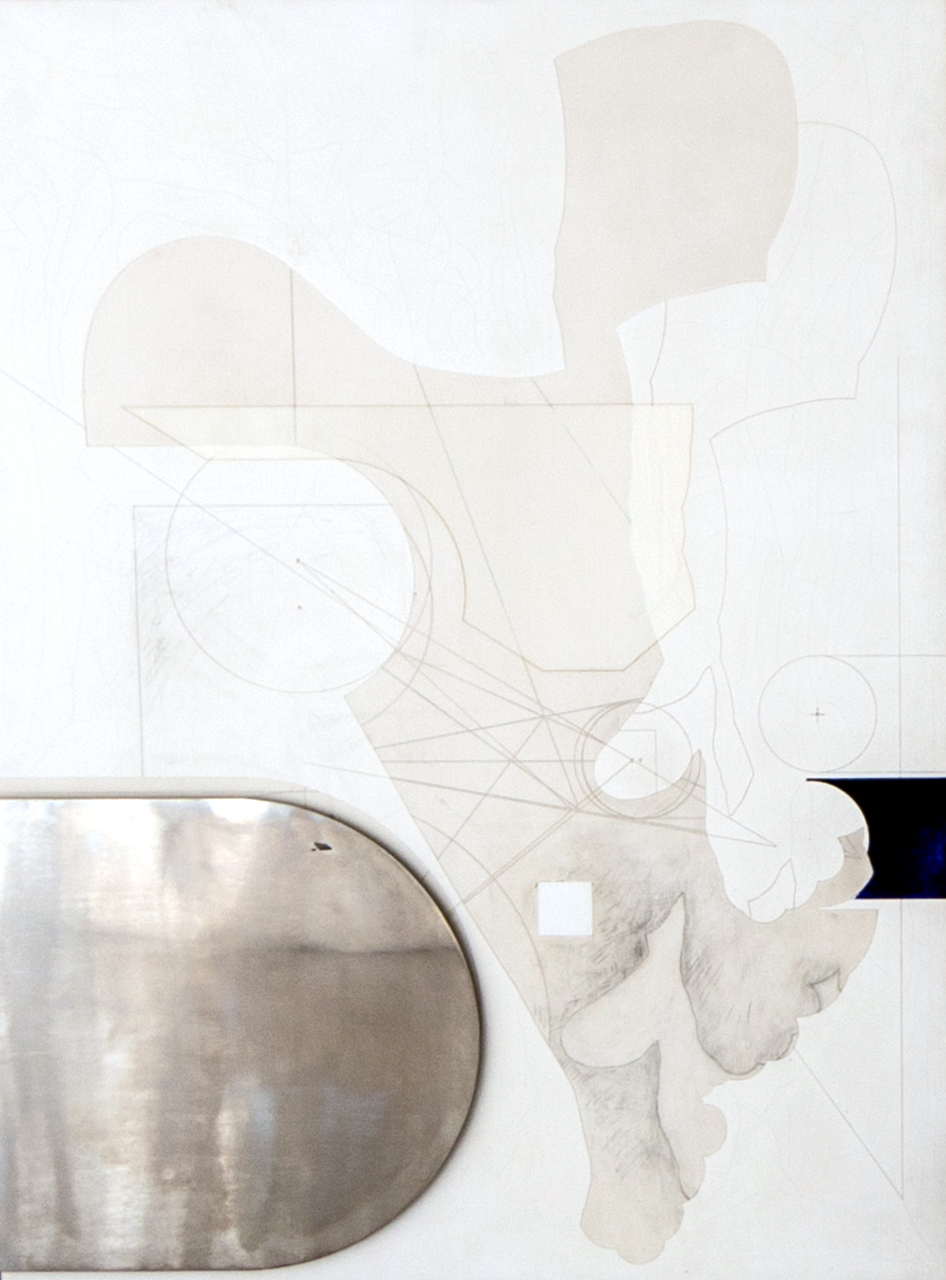
Jiří Valenta, Bild XVII (1971)
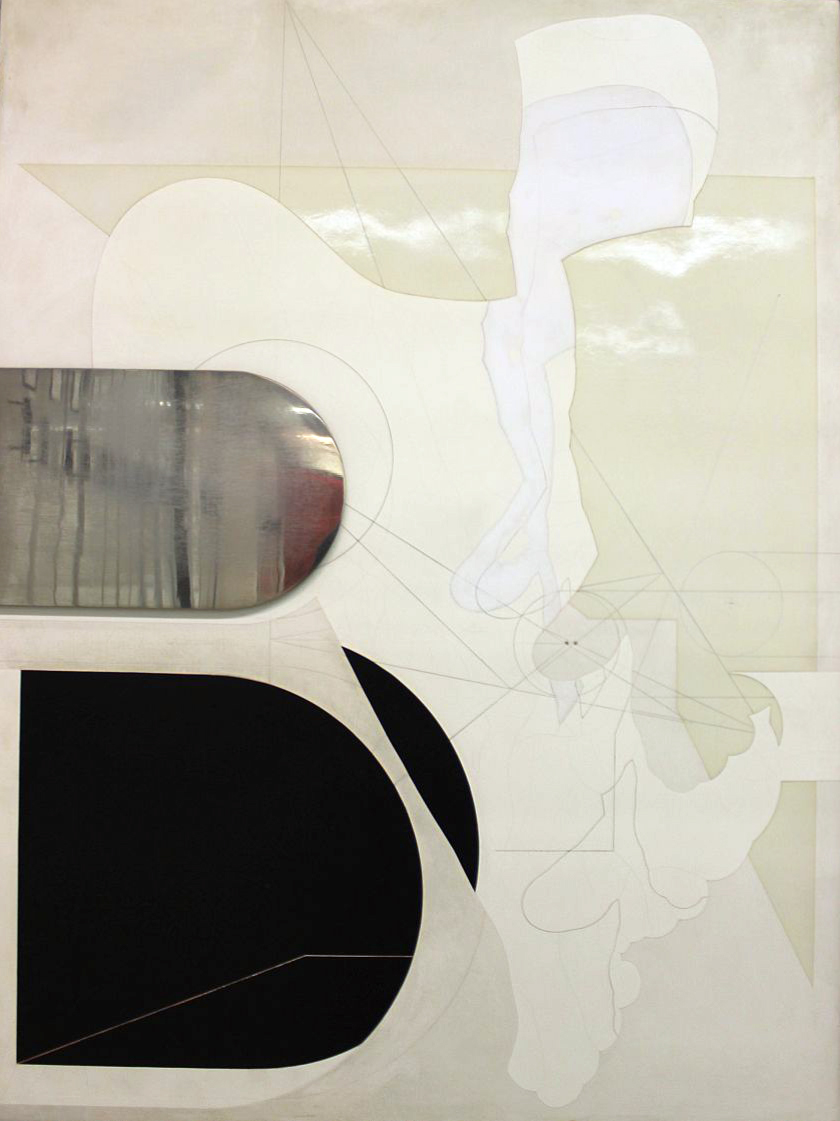
Jiří Valenta, Obraz VI (1971), GASK Kutná Hora

V roce 1978 Jiří Valenta cítil, že již není schopen se dále vyjadřovat malířskými prostředky, přestal malovat a po zbytek života se věnoval fotografování. Linhartová soudí, že přemíra teoretizování se v jeho případě mohla stát překážkou, na níž naráží spontánní proces tvorby. Až do roku 1990 vzniklo kolem 5 000 snímků, které vyvolal a uložil jako negativy, ale jen malou část z nich nechal zvětšit. Na poslední kresby navazují jeho nejstarší černobílé fotografie - bílá série zátiší s bílými hrnky, se stíny laděnými do světlé hnědi (chamois). Některé nechal zarámovat a zavěsil je na bíle vymalované stěny svého kolínského bytu, který se postupně stal sám výtvarným dílem, reflektujícím Valentovu obsesi čistotou. Následující série snímků, které ve velkém detailu přibližují partie lidského těla (Hýždě, 1979) nebo květů růží (Růže, 1979) mají zjevně erotický podtext. Valenta fotografoval až do roku 1991 a vytvářel i barevné, často informelní kompozice. "Podobně jako v malbě, v níž chtěl dojít k hranici absolutna, kde se střetl tvar a dokonalost, chtěl i ve fotografii dosáhnout k poslední možnosti, za níž se již nic neotvírá, protože byla udělána tečka."

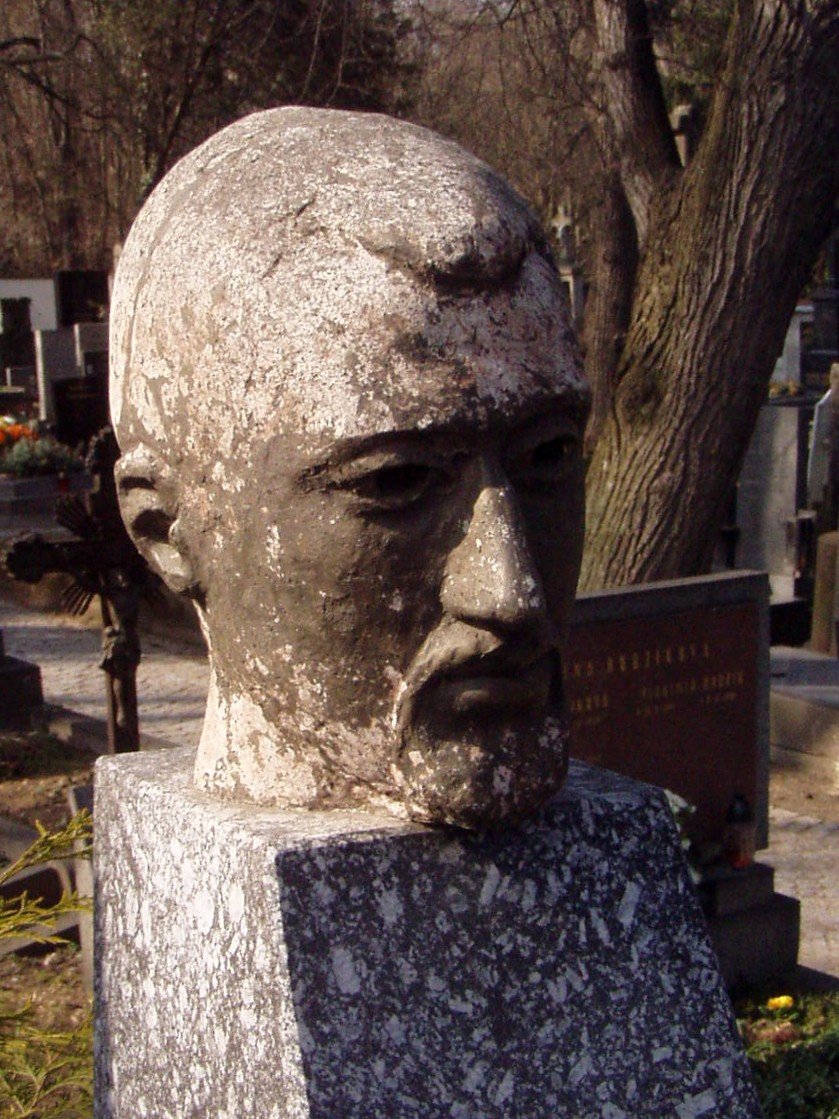
Busta Jiřího Valenty na náhrobku v břevnovském hřbitově, autor Jan Koblasa

### Zastoupení ve sbírkách
- Galerie středočeského kraje v Kutné Hoře
- Galerie moderního umění v Roudnici nad Labem
- Muzeum umění Olomouc
- Alšova jihočeská galerie v Hluboké nad Vltavou
- Galerie umění Karlovy Vary
- Galerie moderního umění v Hradci Králové
- Galerie výtvarného umění v Ostravě
- Oblastní galerie v Liberci

### Autorské výstavy
- 1963 Jiří Valenta: Kresby 1959–1962, Klub výtvarných umělců, Mánes Praha
- 1965 Jiří Valenta: Obrazy z let 1959 - 65, Dům pánů z Kunštátu, Brno
- 1966 Jiří Valenta: Deskové obrazy, Galerie mladých, Mánes, Praha
- 1968 Jiří Valenta: Malerei-Graphik-Objekte, Neue Universitätsbibliothek, Kiel
- 1969 Jiří Valenta, Jan Koblasa, bbk Galerie, Hannover
- 1969 Jiří Valenta, Galerie Matou, Hamburg
- 1969 Jiří Valenta, Jan Koblasa, Schloss Celle
- 1970 Jiří Valenta, Jan Koblasa, Städtische Kunstgalerie Bochum
- 1972 Jiří Valenta: Bilder, Zeichnungen, Graphik, Galerie Die Goldschmiede, Bochum
- 1995/1996 Jiří Valenta (1936 - 1991): Souborné dílo / Gesamtwerk, Valdštejnská jízdárna, Praha, Dům umění, Ostrava, Museum Bochum
- 1998 Jiří Valenta: Fotografie / Fotografien, Galerie moderního umění v Roudnici nad Labem
- 2002 Jiří Valenta: Práce z let 1967 - 1977, Galerie Ztichlá klika, Praha
- 2004 Jiří Valenta: Koláže, Galerie Litera, Praha
- 2009 Jiří Valenta: Antropometrické meditace / Anthropometric Meditations, Galerie Brno
- 2015 Jiří Valenta: Malíř fotografem, Interaktivní galerie Becherova vila, Karlovy Vary[16]
- 2016/2017 Jiří Valenta a mysterium uměleckého znovuzrození: Informelní tendence v 50. a 60. letech 20. století / Jiří Valenta and the Mystery of Artistic Rebirt: Informel Tendencies in the 50's and 60's of the 20th Century, Museum Kampa - Nadace Jana a Medy Mládkových, Praha

### Katalogy
- Jiří Valenta: Obrazy z let 1959 - 65, 1965, Šmejkal František, kat. 16 s., Dům pánů z Kunštátu, Brno
- Jiří Valenta: Deskové obrazy, 1966, Linhartová Věra, kat. 8 s., SČVU Praha
- Jiří Valenta (1936–1991): Souborné dílo / Gesamtwerk, 1995, Koblasa Jan, Linhartová Věra, Nešlehová Mahulena, Spielmann Petr, kat. 118 s., Tiskárna Kaliba, Praha
- Jiří Valenta: Fotografie / Fotografien, 1998, Hlaváčková Miroslava, kat. 30 s., Galerie moderního umění v Roudnici nad Labem
- Jiří Valenta: Práce z let 1967 - 1977, 2002, Primus Zdenek, kat. 4 s., Galerie Ztichlá klika, Praha
- Jiří Valenta : Freiräume ; Malerei, Grafik, Fotografie, 2002, Alexander von Knorre, Birgit Poppe, Emschertal-Museum, Herne
- Jiří Valenta: Antropometrické meditace, 2009, Koblasa Jan, Víchová Czakó Ilona, kat. 75 s., Galerie Brno

### Publikace
- Jaroslav Šerých, Quatrième biennale de Paris, 207 s., Musée d'Art Moderne de la Ville de Paris (ARC), Paříž 1965
- Mahulena Nešlehová a kol., Český informel (Průkopníci abstrakce z let 1957–1964), 1991, Galerie hlavního města Prahy
- Mahulena Nešlehová, Poselství jiného výrazu : pojetí "informelu" v českém umění 50. a první poloviny 60. let, nakl. BASE, ARTetFACT, Praha 1997, ISBN 80-902160-0-5 (ARTetFACT ; váz.), ISBN 80-902481-0-1 (BASE ; váz.)
- Věra Linhartová, Bílý svět Jiřího Valenty, in: Věra Linhartová, Soustředné kruhy. Články a studie z let 1962–2002, Torst Praha 2010, ISBN 978-80-7215-392-3
- Mahulena Nešlehová, Geometrické meditace. Kresby a obrazy Jiřího Valenty z let 1971–1977, in: Bukovinská B, Slavíček L (eds.), Pictura verba cupit, Sborník příspěvků pro Lubomíra Konečného, Artefactum Praha 2006
- Zdeněk Primus, Hommage à Jiří Valenta, KANT - Karel Kerlický, Praha 2010, ISBN 978-80-7437-015-1